# Enmanuel Páucar
Enmanuel Páucar (Lima, 9 de agosto de 1996) es un futbolista peruano. Juega como mediocentro y su equipo actual es Deportivo Garcilaso de la Liga 1 de Perú. Tiene 28 años.

## Trayectoria
Enmanuel Páucar fue formado en el club Esther Grande de Bentín.

### Universitario de Deportes
En agosto de 2014 fue fichado por Universitario de Deportes, equipo con el cual ganó el Torneo de Promoción y Reserva de 2015. Debido a sus buenas actuaciones en este campeonato fue promovido al primer equipo de la «U» e hizo su debut oficial en primera división el 12 de julio de 2015 en la derrota de su club por 4-2 ante la Universidad César Vallejo en el Torneo Apertura. Además, fue campeón del Torneo de Promoción y Reservas del 2015. En el año 2016 tuvo más participación en el club jugando unos partidos como centrocampista de marca y otros como volante ofensivo. El 23 de diciembre de 2016 renovó su contrato por dos años junto a su compañero Patrick Zubczuk. Entre el 2017 y 2018 fue uno de los jugadores con mayor continuidad en el elenco crema, siendo incluso elogiado por su técnico Pedro Troglio, jugó un total de 66 partidos. A finales del 2018 renueva por 3 temporadas. En el 2019 participó en 16 encuentros.
En el 2020 fue cedido a préstamo al Atlético Grau por una temporada, donde logró ganar la Supercopa Peruana.
Para el 2021 vuelve a ser cedido a préstamo, esta vez a Ayacucho FC con quien jugará la Copa Libertadores 2021.
Esta temporada 2022 extiende su vínculo por una temporada con Ayacucho FC, donde disputará la Copa Copa Sudamericana 2022 y Liga1.

## Selección nacional
Ha sido internacional con la selección de fútbol del Perú en las categorías sub-15, sub-17 y sub-20, con estas dos últimas disputó el Campeonato Sudamericano Sub-17 de 2013 realizado en Argentina y el Campeonato Sudamericano Sub-20 de 2015 realizado en Uruguay.
También fue parte de la selección de fútbol del Perú Sub-18 que participó en los Juegos Bolivarianos 2013 realizado en Perú.

## Clubes
| Club                      | País | Año           |
| ------------------------- | ---- | ------------- |
| Universitario de Deportes | Perú | 2014 - 2019   |
| Atlético Grau             | Perú | 2020          |
| Ayacucho FC               | Perú | 2021-2022     |
| Deportivo Garcilaso       | Perú | 2023-presente |

## Palmarés

### Torneos cortos
| Título          | Club                      | País | Año  |
| --------------- | ------------------------- | ---- | ---- |
| Torneo Apertura | Universitario de Deportes | Perú | 2016 |

### Campeonatos nacionales
| Título             | Club                      | País | Año    |
| ------------------ | ------------------------- | ---- | ------ |
| Torneo de Reservas | Universitario de Deportes | Perú | 2015-I |
| Supercopa Peruana  | Atlético Grau             | Perú | 2020   |